# Walter Huddleston

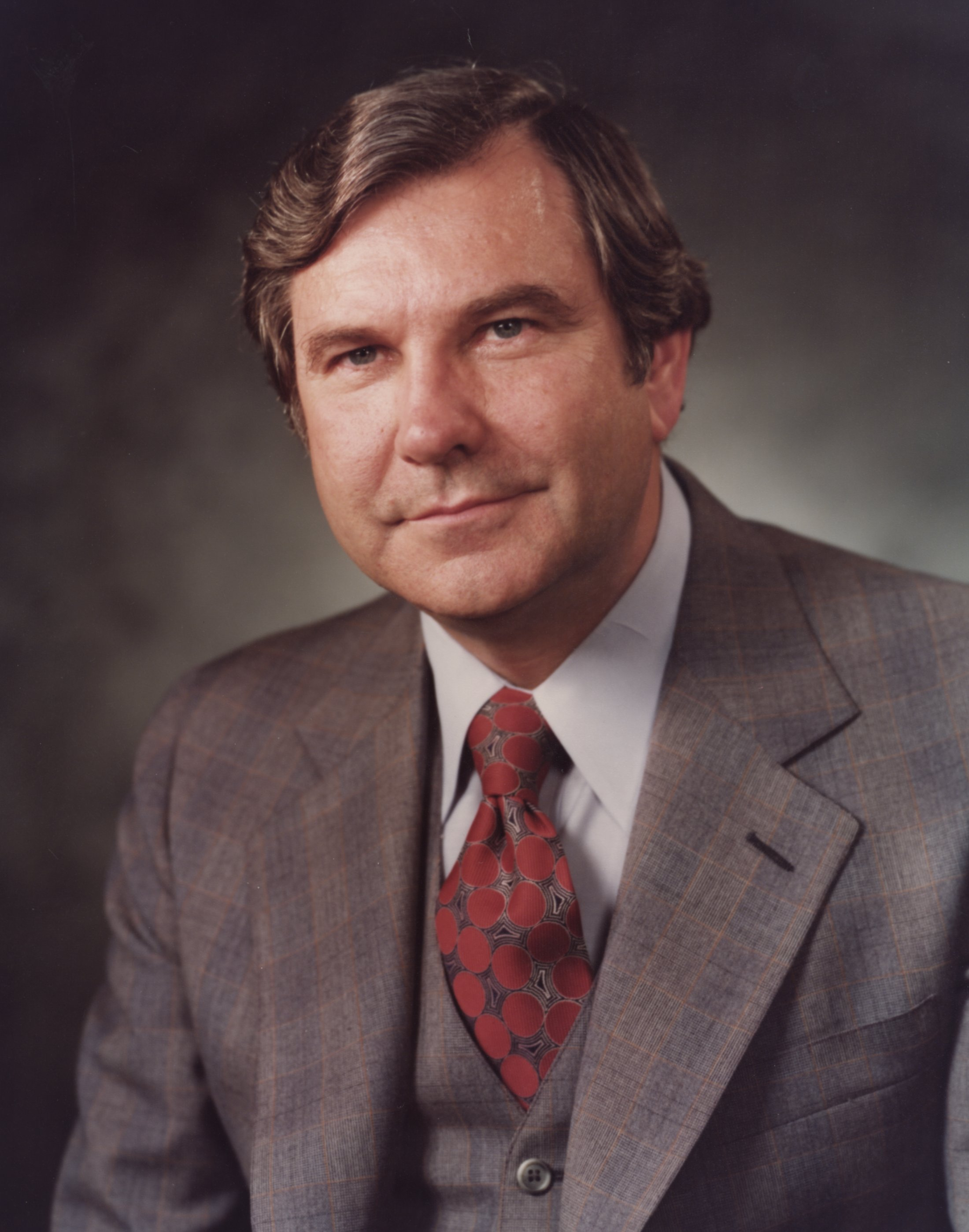
Walter Huddleston

Walter Darlington “Dee” Huddleston (* 15. April 1926 in Burkesville, Cumberland County, Kentucky; † 16. Oktober 2018 in Warsaw, Gallatin County, Kentucky) war ein US-amerikanischer Politiker. Zwischen 1973 und 1985 vertrat er den Bundesstaat  Kentucky im US-Senat.

## Werdegang
Walter Huddleston besuchte die öffentlichen Schulen seiner Heimat. Im Jahr 1949 absolvierte er die University of Kentucky. Dazwischen war er während der Endphase des Zweiten Weltkriegs in den Jahren 1944 bis 1946 Soldat der United States Army. Dabei gehörte er einer Panzereinheit an, die auf dem europäischen Kriegsschauplatz eingesetzt war. Von 1949 bis 1972 war er in der Radiobranche tätig, in der er es bis zu Manager brachte. Politisch schloss er sich der Demokratischen Partei an. Zwischen 1966 und 1972 saß er im Staatssenat von Kentucky.
Bei den  Wahlen des Jahres 1972 wurde Walter Huddleston als Kandidat seiner Partei in den US-Senat gewählt, wo er am 3. Januar 1973 als Class-2-Kategorie Senator die Nachfolge von John Sherman Cooper antrat. Nach einer Wiederwahl im Jahr 1978 konnte er sein Mandat bis zum 3. Januar 1985 ausüben. Bei den Wahlen des Jahres 1984 unterlag er mit 49,5 % der Wählerstimmen gegen Mitch McConnell, der 49,9 % erreichte.
Nach seinem Ausscheiden aus dem US-Senat zog Huddleston nach Elizabethtown in Kentucky. Bis 2012 war er Vorsitzender der First Financial Service Corporation. Seit 1947 war er mit der im Jahr 2003 verstorbenen Martha Jean Pearce verheiratet.